# Saison 2008-2009 des Rapaces de Gap
 (août 2025).
Les normes d'accessibilité du Web doivent être respectées sur les articles liés au hockey sur glace.
Les articles possédant ce bandeau sont listés dans la catégorie:Article hockey sur glace non accessible.
Les points d'amélioration suivants sont les cas les plus fréquents :
- Tableaux de données : utiliser les modèles préformatés déjà disponibles ou consulter l'aide ;
- Listes à puces : les listes à puces sont créées grâces aux astérisques. Il ne doit pas y avoir de ligne vide entre deux astérisques ;
- Langue : tout changement de langue doit être signalé grâce au modèle {{langue}} ou au paramètrelangue=quand le modèle {{Lien web}} est utilisé dans les références ;
- Alternative textuelle : toute image doit être accompagnée d'une description sommaire (à ne pas confondre avec la légende).

Voir aussi Wikipédia:Atelier accessibilité/Bonnes pratiques.
Nota : ce bandeau ne concerne pas les problèmes d'accessibilité dus aux modèles utilisés.
Autres saisons
Saison suivante
Les Rapaces de Gap  disputent la saison Saison 2008-2009 au sein de la Division 1, Le second échelon du hockey sur glace français. Au cours de cette saison, l'équipe a terminé 1re en saison régulière.

## La saison régulière

### Contexte
Les Rapaces de Gap, finaliste lors de l’édition précédente, sont favoris à l’accession en Ligue Magnus. L'objectif de la saison est de finir Champion de France de Division 1 et de retrouver ainsi l’élite du hockey français.

### Les transferts
| Nom                       | Nationalité        | Poste          | Provenance/Destination     | Division               |
| Arrivées                  |                    |                |                            |                        |
| Trevor Hawkins            | Canada             | Défenseur      | ESV Hügelsheim             | Regionalliga           |
| Keenan Hopson             | Canada             | Attaquant      | Black Bears du Maine       | NCAA                   |
| Roman Jasko               | Slovaquie          | Défenseur      | MŠHK Prievidza             | 1.liga                 |
| Jakub Macek               | Slovaquie          | Gardien de but | HK FTC Nové Zámky          | 1.liga                 |
| Milan Tekel               | Slovaquie          | Défenseur      | Diables Rouges de Briançon | Ligue Magnus           |
| Boris Zahumensky          | Slovaquie          | Défenseur      | Ducs de Dijon              | Ligue Magnus           |
| Départs                   |                    |                |                            |                        |
| Aurélien Bertrand         | France             | Gardien de but | Diables Rouges de Briançon | Ligue Magnus           |
| Greg Blais                | Canada Royaume-Uni | Gardien de but | Bergen Ishockeyklubb       | 1. Divisjon            |
| John Halverson            | États-Unis         | Défenseur      | Renegades de Richmond      | SPHL                   |
| Mathieu Hottegindre       | France             | Attaquant      | Vipers de Montpellier      | Division 1             |
| Andrei Kutnansky          | Slovaquie          | Défenseur      | HC Topoľčany               | 1.liga                 |
| Éric Lafrenière           | Canada             | Attaquant      | Nikko Kobe IceBucks        | Asia League Ice Hockey |
| Fabien Matheron           | France             | Attaquant      | Arrêt                      | --                     |
| Ondrej Mertl              | République tchèque | Défenseur      | HK Partizan                | Prvenstvo Srbije       |
| Nicolas Ravoire           | France             | Attaquant      | Arrêt                      | --                     |
| Frédéric Roussin-Bouchard | France             | Défenseur      | Arrêt                      | --                     |

## Composition de l'équipe
Les Rapaces de Gap 2008-2009 sont entraînés par André Svitac, assisté de Milan Tekel pour le secteur défensif.
Les statistiques des joueurs en Division 1 sont listées dans le tableau ci-dessous.

### Gardiens de buts
Nota : PJ : parties jouées, V : victoires, D : défaites, DPr : défaite en prolongation, Min : minutes jouées, Bc : buts contre, Bl : blanchissages, Moy : moyenne d'arrêt sur la saison, B : buts marqués, A : aides, Pun : minutes de pénalité.
| Numéro | Nom             | Nationalité             | Saison régulière | Saison régulière | Saison régulière | Saison régulière | Saison régulière | Saison régulière | Saison régulière | Saison régulière | Saison régulière | Saison régulière | Séries éliminatoires | Séries éliminatoires | Séries éliminatoires | Séries éliminatoires | Séries éliminatoires | Séries éliminatoires | Séries éliminatoires | Séries éliminatoires | Séries éliminatoires |
| Numéro | Nom             | Nationalité             | PJ               | V                | D                | DPr              | Bc               | Bl               | Moy              | B                | A                | Pun              | PJ                   | V                    | D                    | DPr                  | Bc                   | Bl                   | Moy                  | A                    | Pun                  |
| ------ | --------------- | ----------------------- | ---------------- | ---------------- | ---------------- | ---------------- | ---------------- | ---------------- | ---------------- | ---------------- | ---------------- | ---------------- | -------------------- | -------------------- | -------------------- | -------------------- | -------------------- | -------------------- | -------------------- | -------------------- | -------------------- |
| 1      | Mickaël Gasnier | Drapeau de la France    |                  |                  |                  |                  |                  |                  |                  |                  |                  |                  |                      |                      |                      |                      |                      |                      |                      |                      |                      |
| 31     | Jakub Macek     | Drapeau de la Slovaquie |                  |                  |                  |                  |                  |                  |                  |                  |                  |                  |                      |                      |                      |                      |                      |                      |                      |                      |                      |

## = Joueurs
Pour les significations des abréviations, voir Statistiques du hockey sur glace.
| 14 | Mathieu André         | France             | Attaquant | International junior Joue aussi en Espoirs Élite          | 20 | 5  | 7  | 15 | 24 | 2  | 0  | 0  | 0  | 0  |
| 71 | Jérémy Baridon        | France             | Défenseur | Joue aussi en Espoirs et Cadet Élite International junior | 4  | 0  | 0  | 0  | 4  | 1  | 0  | 0  | 0  | 0  |
| 18 | Jean-Charles Charette | Canada             | Attaquant |                                                           | 23 | 17 | 17 | 34 | 38 | 6  | 5  | 0  | 5  | 4  |
| ?  | Marius Christofoli    | France             | Attaquant | Joue aussi en Espoirs et Cadet Élite                      | 1  | 0  | 0  | 0  | 0  | -- | -- | -- | -- | -- |
| ?  | Christopher Cirgues   | France             | Attaquant | Joue aussi en Espoirs et Cadet Élite                      | -- | -- | -- | -- | -- | 3  | 0  | 0  | 0  | 0  |
| 10 | Alexandre Cornaire    | France             | Défenseur |                                                           | 24 | 5  | 4  | 9  | 70 | 6  | 0  | 1  | 1  | 4  |
| 91 | Julien Correia        | France             | Attaquant | Joue aussi en Espoirs Élite                               | 26 | 17 | 22 | 39 | 14 | 6  | 3  | 4  | 7  | 6  |
| 74 | Alexis Dicharry       | France             | Attaquant | Joue aussi en Espoirs et Cadet Élite                      | 6  | 0  | 0  | 0  | 4  | 4  | 1  | 0  | 1  | 0  |
| 7  | Franck Lucas          | France             | Attaquant | Joue aussi en Espoirs Élite                               | 7  | 0  | 0  | 0  | 0  | -- | -- | -- | -- | -- |
| 8  | Trevor Hawkins        | Canada             | Défenseur |                                                           | 26 | 2  | 23 | 25 | 30 | 6  | 3  | 2  | 5  | 8  |
| 9  | Keenan Hopson         | Canada             | Attaquant |                                                           | 26 | 22 | 30 | 52 | 16 | 4  | 3  | 6  | 9  | 12 |
| 44 | Roman Jasko           | Slovaquie          | Défenseur |                                                           | 13 | 1  | 8  | 9  | 8  | 6  | 0  | 2  | 2  | 10 |
| 97 | Jiři Jelen            | République tchèque | Attaquant |                                                           | 26 | 22 | 31 | 53 | 38 | 6  | 6  | 4  | 10 | 14 |
| 24 | Matus Luciak          | Slovaquie          | Défenseur |                                                           | 26 | 2  | 14 | 16 | 40 | 6  | 0  | 2  | 2  | 6  |
| 11 | Julien Maréchal       | France             | Attaquant | Joue aussi en Espoirs Élite                               | 14 | 2  | 2  | 4  | 2  | 6  | 0  | 0  | 0  | 0  |
| 20 | Benjamin Masse        | France             | Attaquant |                                                           | 9  | 0  | 0  | 0  | 0  | -- | -- | -- | -- | -- |
| 6  | Romain Moussier       | France             | Attaquant | Capitaine                                                 | 26 | 19 | 29 | 48 | 54 | 6  | 4  | 4  | 8  | 6  |
| 32 | Yohan Orsoni          | France             | Défenseur | Joue aussi en Espoirs Élite                               | 20 | 0  | 0  | 0  | 2  | 6  | 0  | 0  | 0  | 0  |
| 88 | Jonathan Piras        | France             | Attaquant | Joue aussi en Espoirs Élite                               | 22 | 2  | 5  | 7  | 2  | 6  | 1  | 1  | 2  | 0  |
| 55 | Jiři Rambousek        | République tchèque | Attaquant |                                                           | 23 | 30 | 22 | 52 | 22 | 6  | 4  | 8  | 12 | 2  |
| 5  | Clément Ramos         | France             | Attaquant | Joue aussi en Espoirs Élite                               | 14 | 0  | 2  | 2  | 0  | -- | -- | -- | -- | -- |
| 52 | Milan Tekel           | Slovaquie          | Défenseur |                                                           | 26 | 12 | 21 | 33 | 34 | 6  | 2  | 5  | 7  | 6  |
| 13 | Maximilien Tromeur    | France             | Défenseur | Joue aussi en Espoirs Élite                               | 25 | 0  | 4  | 4  | 12 | 6  | 0  | 0  | 0  | 2  |
| 29 | Sébastien Vidal       | France             | Attaquant |                                                           | 24 | 5  | 1  | 6  | 97 | 6  | 0  | 0  | 0  | 8  |
| ?  | Gianni Vigezzi        | France             | Attaquant | Joue aussi en Espoirs Élite                               | 26 | 17 | 22 | 39 | 14 | 6  | 3  | 4  | 7  | 6  |
| 17 | Jérémy Vincent        | France             | Défenseur | Joue aussi en Espoirs Élite                               | 1  | 0  | 0  | 0  | 2  | -- | -- | -- | -- | -- |
| 27 | Boris Zahumensky      | Slovaquie          | Défenseur |                                                           | 21 | 4  | 19 | 23 | 20 | 6  | 0  | 0  | 0  | 2  |
| 89 | Kévin Zampa           | France             | Attaquant | Joue aussi en Espoirs Élite                               | 8  | 0  | 0  | 0  | 0  | 1  | 0  | 0  | 0  | 0  |
| 90 | Julien Zampa          | France             | Attaquant | Joue aussi en Espoirs Élite                               | 5  | 0  | 0  | 0  | 2  | -- | -- | -- | -- | -- |

## Matchs amicaux
| Date  | Adversaire                           | Résultat | Gardiens                         | Marqueurs                                         | Spectateurs |
| ----- | ------------------------------------ | -------- | -------------------------------- | ------------------------------------------------- | ----------- |
| 22/08 | Vipers de Montpellier                | 7-1      | --                               | Hopson (x2) Jelen Hawkins Rambousek Maréchal (x2) | --          |
| 23/08 | Castors d’Avignon                    | 5-2      | --                               | Rambousek (x3) Charrette André                    | --          |
| 24/08 | Lynx de Valence                      | 6-5      | Macek puis Gasnier à 30 min 15 s | Hopson Tekel (x2) André (x2) Jelen                | --          |
| 29/08 | Valence                              | 4-6      | --                               | --                                                | --          |
| 30/08 | Avignon                              | 7-2      | --                               | Rambousek (x2) Jelen Hopson (x2) Tekel Vidal      | --          |
| 31/08 | Équipe d'Espagne de hockey sur glace | 3-5      | --                               | Charrette Cornaire Jelen Vidal Tromeur            | --          |
| 4/09  | Lyon Hockey Club                     | 2-5      |                                  | Franck Hopson (x2) Jelen Moussier                 | --          |

## Matchs de championnat en saison régulière

### Septembre
| Date  | Adversaire              | Résultat | Gardiens | Marqueurs                                            | Spectateurs |
| ----- | ----------------------- | -------- | -------- | ---------------------------------------------------- | ----------- |
| 13/09 | @ Jets de Viry-Essonne  | 2-7      | Gasnier  | Moussier (x2) Jelen (x2) Hopson (x2) Correia         | 400         |
| 27/09 | @ Vipers de Montpellier | 5-7      | Macek    | Cornaire Hopson Jelen Correia (x2) Moussier Charette | --          |
| 20/09 | Phénix de Reims         | 5-3      | Gasnier  | Jelen Cornaire (x2) Moussier Hawkins                 | 600         |

### Octobre
| Date  | Adversaire                 | Résultat | Gardiens | Marqueurs                                                    | Spectateurs |
| ----- | -------------------------- | -------- | -------- | ------------------------------------------------------------ | ----------- |
| 11/10 | @ Drakkars de Caen         | 2-2      | Macek    | Hopson Moussier                                              | 900         |
| 18/10 | Chevaliers du Lac d’Annecy | 2-4      | Macek    | Zahumensky André                                             | 783         |
| 25/10 | @ Lynx de Valence          | 2-9      | Macek    | Charette (x2) Rambousek (x2) Moussier Tekel (x2) Vidal Jelen | 876         |

### Novembre
| Date  | Adversaire              | Résultat | Gardiens | Marqueurs                                            | Spectateurs |
| ----- | ----------------------- | -------- | -------- | ---------------------------------------------------- | ----------- |
| 1/11  | Jokers de Cergy         | 7-2      | Macek    | Tekel (x3) Correia Rambousek Moussier Jelen          | 1175        |
| 8/11  | @ Aigles de Nice        | 2-3      | Macek    | Hopson Charrette Rambousek                           | 700         |
| 15/11 | @ Galaxians d’Amnéville | 3-7      | Gasnier  | Rambousek Jelen (x2) Charrette Moussier Hopson André | 300         |
| 22/11 | Coqs de Courbevoie      | 6-1      | Macek    | Moussier Correia Tekel Hopson (x2) Jelen             | --          |
| 29/11 | @ Boxers de Bordeaux    | 1-5      | Macek    | Rambousek (x3) Correia Moussier                      | 2560        |

### Décembre
| Date  | Adversaire          | Résultat | Gardiens | Marqueurs                                                         | Spectateurs |
| ----- | ------------------- | -------- | -------- | ----------------------------------------------------------------- | ----------- |
| 6/12  | Chiefs de Garges    | 6-2      | Gasnier  | Hopson Vidal Zahumensky Piras Rambousek Tekel                     | 752         |
| 13/12 | @ Castors d’Avignon | 1-9      | Macek    | Moussier Hopson (x2) Jelen Rambousek (x2) Maréchal Correia Luciak | 350         |
| 20/12 | Viry                | 5-2      | Macek    | Rambousek (x2) Luciak Cornaire Moussier                           | 758         |

### Janvier
| Date  | Adversaire  | Résultat | Gardiens | Marqueurs                                                                | Spectateurs |
| ----- | ----------- | -------- | -------- | ------------------------------------------------------------------------ | ----------- |
| 3/01  | Montpellier | 9-3      | Macek    | Charette (x3) Moussier (x2) Hopson (x2) Correia Rambousek                | --          |
| 10/01 | @ Reims     | 3-7      | Macek    | Rambousek Correia vidal Zahumensky Moussier (x2) Charette                | 310         |
| 17/01 | Caen        | 2-0      | Macek    | Jelen Rambousek                                                          | 1325        |
| 25/01 | @ Annecy    | 1-5      | Gasnier  | Correia Rambousek Tekel Vidal Charette                                   | 450         |
| 31/01 | Valence     | 11-2     | Macek    | Hopson Tekel (x2) Rambousek (x3) Cornaire Zahumensky Jelen Correia André | 586         |

### Février
| Date  | Adversaire   | Résultat | Gardiens       | Marqueurs                                                     | Spectateurs |
| ----- | ------------ | -------- | -------------- | ------------------------------------------------------------- | ----------- |
| 7/02  | @ Cergy      | 3-8      | Macek          | Hopson (x2) Jelen (x3) Moussier Correia Rambousek             | 500         |
| 14/02 | Nice         | 9-5      | Macek à 40 min | Charette (x3) Hopson Rambousek Correia Jelen Jasko Maréchal   | 451         |
| 21/02 | Amnéville    | 10-2     | Gasnier        | Charette (x2) Rambousek (x2) Jelen Hopson (x2) Moussier Piras | 325         |
| 28/02 | @ Courbevoie | 2-2      | Macek          | Rambousek Tekel                                               | 376         |

### Mars
| Date  | Adversaire | Résultat | Gardiens | Marqueurs                                                     | Spectateurs |
| ----- | ---------- | -------- | -------- | ------------------------------------------------------------- | ----------- |
| 7/03  | Bordeaux   | 9-2      | Macek    | Rambousek (x2) Charette Jelen Correia (x2) Vidal Hopson André | 988         |
| 14/03 | @ Garges   | 1-7      | Macek    | Rambousek Hopson (x2) Tekel Jelen Correia Hawkins             | --          |
| 28/03 | Avignon    | 8-3      | Macek    | Rambousek (x2) Moussier Jelen (x3) André Charette             | 633         |

## Phases éliminatoires

### Quarts-de-finale
Rapaces de Gap vs Aigles de Nice
| samedi 4 avril 2009 | Aigles de Nice | 2-3 (1-0, 0-1, 1-2) | Rapaces de Gap | Patinoire Jean Bouin 859 spectateurs |

| Feuille de match | Feuille de match                                               | Feuille de match    | Feuille de match                                                                                           | Feuille de match          |
| ---------------- | -------------------------------------------------------------- | ------------------- | --- | ------------------------- |
|                  | M. Mahaut - 18:42 T. Banas (M. Dubaj, M. Mahaut) [4-3] - 58:43 | 1-0 1-1 1-2 1-3 2-3 | R. Moussier (J. Rambousek, T. Hawkins) - 31:27 K. Hopson (M. Tekel, J. Correia) - 46:33 J. Correia - 48:57 | Arbitrage : Fabrice Hurth |
| Daniel Svedin    | Gardiens                                                       | Jakub Macek         | | Arbitrage : Fabrice Hurth |
| 28 min           | Pénalités                                                      | 14 min              | | Arbitrage : Fabrice Hurth |
|                  |                                                                |                     | | Arbitrage : Fabrice Hurth |

| samedi 11 avril 2009 | Rapaces de Gap | 9-5 (2-0, 4-2, 3-3) | Aigles de Nice | Patinoire Brown-Ferrand 1 385 spectateurs |

| Feuille de match | Feuille de match | Feuille de match                                        | Feuille de match | Feuille de match           |
| ---------------- | --- | ------------------------------------------------------- | --- | -------------------------- |
|                  | J. Charette (R. Jasko, J. Rambousek) - 13:00 T. Hawkins (K. Hopson, J. Correia) [5-4] - 17:43 J. Jelen (K. Hopson) [4-5] - 22:42 J. Jelen (K. Hopson) [5-4] - 27:08 J. Jelen - 34:04 J. Correia (M. Luciak, K. Hopson) [5-4] - 37:50 J. Jelen (M. Tekel, K. Hopson) [5-4] - 40:57 J. Charette (J. Rambousek, R. Moussier) - 45:08 R. Moussier (J. Rambousek) - 51:06 | 1-0 2-0 3-0 3-1 4-1 4-2 5-2 6-2 7-2 7-3 8-3 8-4 9-4 9-5 | A. Macon (T. Bottone) - 24:43 T. Karlsson (J. Eriksson) [5-3] - 30:06 L. Bobik (C. Selin, D. Reiss) - 44:39 R. Peronnard (S. Roy, A. Macon) - 50:10 D. Reiss - 51:55 | Arbitrage : Julien Avavian |
| Jakub Macek      | Gardiens | Daniel Svedin                                           | | Arbitrage : Julien Avavian |
| 18 min           | Pénalités | 18 min                                                  | | Arbitrage : Julien Avavian |
|                  | |                                                         | | Arbitrage : Julien Avavian |

### Demi-finales
Rapaces de Gap vs Castors d'Avignon
| mardi 14 avril 2009 | Castors d'Avignon | 4-0 (2-0, 0-0, 2-0) | Rapaces de Gap | Palais de la Glace 853 spectateurs |

| Feuille de match | Feuille de match | Feuille de match | Feuille de match | Feuille de match             |
| ---------------- | --- | ---------------- | ---------------- | ---------------------------- |
|                  | G. Ribourg (D. Ribourg) - 11:22 C. Lauzon (A. Frasier) - 19:30 L. Favret (J.F. Pointet, N. Primout) - 43:01 C. Lauzon (N. Primout) [5-4]- 57:56 | 1-0 2-0 3-0 4-0  |                  | Arbitrage : Marc Mendlowictz |
| Johan Scanff     | Gardiens | Jakub Macek      |                  | Arbitrage : Marc Mendlowictz |
| 16 min           | Pénalités | 14 min           |                  | Arbitrage : Marc Mendlowictz |
|                  | |                  |                  | Arbitrage : Marc Mendlowictz |

| samedi 18 avril 2009 | Rapaces de Gap | 10-0 (2-0, 3-0, 5-0) | Castors d'Avignon | Patinoire Brown-Ferrand 1 826 spectateurs |

| Feuille de match | Feuille de match | Feuille de match                         | Feuille de match | Feuille de match           |
| ---------------- | ---------------- | ---------------------------------------- | ---------------- | -------------------------- |
|                  |                  | 1-0 2-0 3-0 4-0 5-0 6-0 7-0 8-0 9-0 10-0 |                  | Arbitrage : Julien Avavian |
| Jakub Macek      | Gardiens         | Johan Scanff                             |                  | Arbitrage : Julien Avavian |
| 18 min           | Pénalités        | 12 min                                   |                  | Arbitrage : Julien Avavian |
|                  |                  |                                          |                  | Arbitrage : Julien Avavian |

### Finale
Rapaces de Gap vs Drakkars de Caen
| mardi 21 avril 2009 | Drakkars de Caen | 3-4 (1-0, 2-0, 0-4) | Rapaces de Gap | Caen la Mer 1 400 spectateurs |

| Feuille de match | Feuille de match | Feuille de match            | Feuille de match | Feuille de match         |
| ---------------- | ---------------- | --------------------------- | ---------------- | ------------------------ |
|                  |                  | 1-0 2-0 3-0 3-1 3-2 3-3 3-4 |                  | Arbitrage : Damien Bliek |
| Arnaud Goetz     | Gardiens         | Jakub Macek                 |                  | Arbitrage : Damien Bliek |
|                  |                  |                             |                  | Arbitrage : Damien Bliek |
|                  |                  |                             |                  | Arbitrage : Damien Bliek |

| samedi 25 avril 2009 | Rapaces de Gap | 6-3 (3-0, 1-0, 2-3) | Drakkars de Caen | Patinoire Brown-Ferrand 1 622 spectateurs |

| Feuille de match | Feuille de match | Feuille de match                    | Feuille de match | Feuille de match         |
| ---------------- | ---------------- | ----------------------------------- | ---------------- | ------------------------ |
|                  |                  | 1-0 2-0 3-0 4-0 4-1 4-2 4-3 5-3 6-3 |                  | Arbitrage : Damien Velay |
| Jakub Macek      | Gardiens         | Arnaud Goetz                        |                  | Arbitrage : Damien Velay |
| 16 min           | Pénalités        | 10 min                              |                  | Arbitrage : Damien Velay |
|                  |                  |                                     |                  | Arbitrage : Damien Velay |

 Les Rapaces de Gap sont Champion de France de Division 1 et sont promus en Ligue Magnus pour la saison 2009-2010.

## Coupe de France
Premier tour
| 4 octobre 2009 | Hockey Club de Toulon | 2-8 (1 :1,0 :6,1 :1) | Rapaces de Gap | Patinoire de La Garde |

Seizième de finale
| 21 octobre 2009 | Rapaces de Gap | 8-1 (2 : 1,3:0,3:0) | Chevaliers du Lac d’Annecy | Patinoire Brown-Ferrand |

| Feuille de match | Feuille de match                                                  | Feuille de match | Feuille de match | Feuille de match |
| ---------------- | ----------------------------------------------------------------- | ---------------- | ---------------- | ---------------- |
|                  | Correia Moussier Charrette Zahumensky Jelen Rambousek (x2) Hopson |                  | Leglaive         |                  |
| Gasnier          | Gardiens                                                          | Pingrit          |                  |                  |
| 44 min           | Pénalités                                                         | 28 min           |                  |                  |
|                  |                                                                   |                  |                  |                  |

Huitième de finale
| 21 octobre 2009 | Rapaces de Gap | 3-6 (1 : 1,1 : 2,1 : 3) | Dauphins d’Épinal | Patinoire Brown-Ferrand |

| Feuille de match | Feuille de match    | Feuille de match | Feuille de match                       | Feuille de match |
| ---------------- | ------------------- | ---------------- | -------------------------------------- | ---------------- |
|                  | Jelen Vidal Correia |                  | Salmivirta (x3) Sundqvist Plch Gervais |                  |
| Macek            | Gardiens            | Vars             |                                        |                  |
| 32 min           | Pénalités           | 18 min           |                                        |                  |
|                  |                     |                  |                                        |                  |

Les Rapaces de Gap sont éliminés en huitièmes de finale par Épinal.

## Coupe de la Ligue

### Poule D
| Équipe                        | PJ | V | VP | DP | P | BP | BC | PTS |
| ----------------------------- | -- | - | -- | -- | - | -- | -- | --- |
| Brûleurs de Loups de Grenoble | 6  | 5 | 1  | 0  | 0 | 26 | 7  | 12  |
| Diables Rouges de Briançon    | 6  | 4 | 0  | 1  | 1 | 24 | 6  | 9   |
| Ours de Villard-de-Lans       | 6  | 2 | 0  | 0  | 4 | 12 | 24 | 4   |
| Rapaces de Gap                | 6  | 0 | 0  | 0  | 6 | 4  | 29 | 0   |

Les Rapaces de Gap ne sont pas qualifiés pour le tour suivant. Détails des matchs ci-dessous.
| 9 septembre 2008 | Brûleurs de Loups de Grenoble | 6-1 (2-0, 1-1, 3-0) | Rapaces de Gap | Patinoire Pôle Sud |

| Feuille de match | Feuille de match | Feuille de match | Feuille de match                             | Feuille de match |
| ---------------- | --- | ---------------- | -------------------------------------------- | ---------------- |
|                  | 5 min 39 s, Bergström (Jansson, Šivic) 11 min 11 s, Masa (Broz, Rouleau) double SN 23 min 05 s, Forsander (Tartari) SN 50 min 40 s, Wallin (Broz, Masa) SN 54 min 42 s, Krayzel (Masa, Broz) [5-4] 59 min 30 s, Jansson (Šivic, Baylacq) |                  | 29 min 41 s, Rambousek (Charrette, Moussier) |                  |
| Ferhi            | Gardiens | Macek            |                                              |                  |
|                  | |                  |                                              |                  |
|                  | |                  |                                              |                  |

| 17 septembre 2008 | Diables Rouges de Briançon | 9-0 (3-0, 2-0, 4-0) | Rapaces de Gap | Patinoire René Froger |

| Feuille de match   | Feuille de match | Feuille de match | Feuille de match | Feuille de match |
| ------------------ | --- | ---------------- | ---------------- | ---------------- |
|                    | 2 min 16 s, Ladányi (Raux, Terglav) 9 min 51 s, Raux (Ladányi, Terglav) double SN 16 min 58 s, Boldron (Pérez) 30 min 31 s, Gagné (Lee) 34 min 21 s, Milovanovič (Chauvel, Szélig) 46 min 03 s,Dufour (Owen, Terglav) 47 min 30 s, Pérez Dufour (Lee) SN 54 min 19 s, Gagné (Boldron, Szélig) SN |                  |                  |                  |
| Satosaari Bertrand | Gardiens | Macek Gasnier    |                  |                  |
| 10 min             | Pénalités | 12 min           |                  |                  |
|                    | |                  |                  |                  |

| 30 septembre 2008 | Rapaces de Gap | 1-4 (0-2, 0-1, 1-1) | Ours de Villard-de-Lans | Patinoire Brown-Ferrand |

| Feuille de match | Feuille de match                                                                                                  | Feuille de match | Feuille de match                            | Feuille de match |
| ---------------- | --- | ---------------- | ------------------------------------------- | ---------------- |
|                  | 1 min 05 s, Lemoine 8 min 43 s, Lemoine (Le Blond) 37 min 17 s, Sykko (Le Blond) 46 min 40 s, Sage-Vallier (Papa) |                  | 54 min 37 s, Cornaire (Luciak, Moussier) SN |                  |
| Macek            | Gardiens | Farrugia         |                                             |                  |
| 26 min           | Pénalités | 32 min           |                                             |                  |
|                  | |                  |                                             |                  |

| 7 octobre 2008 | Ours de Villard-de-Lans | 2-0 (0-0, 1-0, 1-0) | Rapaces de Gap | Patinoire André Ravix |

| Feuille de match | Feuille de match                                                          | Feuille de match | Feuille de match | Feuille de match |
| ---------------- | ------------------------------------------------------------------------- | ---------------- | ---------------- | ---------------- |
|                  | 32 min 26 s, Seeback (C. Guillot-Diat) 59 min 48 s, Lefebvre IN cage vide |                  |                  |                  |
| Farrugia         | Gardiens                                                                  | Macek            |                  |                  |
| 26 min           | Pénalités                                                                 | 4 min            |                  |                  |
|                  |                                                                           |                  |                  |                  |

| 16 octobre 2008 | Rapaces de Gap | 2-4 (1-0, 0-0, 0-0) | Diables Rouges de Briançon | Patinoire Brown-Ferrand |

| Feuille de match | Feuille de match                                     | Feuille de match | Feuille de match | Feuille de match |
| ---------------- | ---------------------------------------------------- | ---------------- | --- | ---------------- |
|                  | 1 min 20 s, Correia (Hopson) 17 min 49 s, Zahumensky |                  | 4 min 14 s, Szélig (Owen, Ladányi) SN 6 min 47 s, Vas (Ladányi) SN 11 min 42 s, Rohat (Boldron) 35 min 44 s, Gagné (Dufour, Terglav) |                  |
| Gasnier          | Gardiens                                             | Satosaari        | |                  |
| 10 min           | Pénalités                                            | 6 min            | |                  |
|                  |                                                      |                  | |                  |

| 28 octobre 2008 | Rapaces de Gap | 0-4 (0-0, 0-2, 0-2) | Brûleurs de Loups de Grenoble | Patinoire Brown-Ferrand |

| Feuille de match | Feuille de match | Feuille de match | Feuille de match | Feuille de match |
| ---------------- | ---------------- | ---------------- | --- | ---------------- |
|                  |                  |                  | 23 min 06 s, Fleury (Arrossamena, Šivic) 25 min 17 s, Šivic (Amar, Hammar) 44 min 49 s, Nilsson (Tartari, Rouleau) SN 46 min 58 s, Arrossamena (Nilsson, Fleury) |                  |
| Macek            | Gardiens         | Ferhi            | |                  |
| 8 min            | Pénalités        | 10 min           | |                  |
|                  |                  |                  | |                  |